# Tommaso Campanella
Tommaso Campanella, imiona świeckie Giovanni Domenico (ur. 5 września 1568 w Stignano w Kalabrii, zm. 21 maja 1639 w Paryżu) – włoski filozof, teolog i poeta epoki renesansu, autor dzieła pt. Miasto Słońca oraz Ateizm Zwyciężony o mylącej nazwie ze względu na cenzurę.

## Życiorys
Jego ojcem był szewc Geronimo a matką Catarinella. Od dzieciństwa wykazywał wielkie zdolności. Już jako kilkunastoletni młodzieniec znany był ze swej erudycji. W roku 1582 wstąpił do zakonu dominikanów. Tam przyjął imię Tommaso. Przebywał w szeregu klasztorów dominikańskich w Kalabrii. Następnie mieszkał w Neapolu i w Cosenzy, gdzie studiował astrologię, filozofię i teologię.

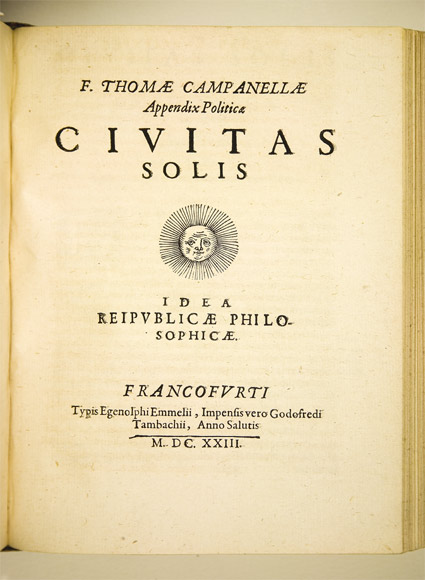
Civitas Solis, 1623.

Jako zwolennik doświadczalnego poznawania przyrody w 1591 roku opublikował pracę krytykującą scholastykę. W związku z tym (zarzut herezji) został aresztowany i uwięziony. Po uwolnieniu z więzienia, trafił do niego ponownie tym razem  z powodu sporów z jezuitami.  Uniknąwszy egzekucji dzięki symulowaniu obłąkania, został osadzony w Castel Nuovo w Neapolu, gdzie napisał swoje najlepsze prace, w tym Miasto Słońca (La Città del Sole), w którym zawarł wizję społeczeństwa doskonałego. Ideałem dla Campanelli było miasto-państwo oparte na kulcie pracy, równości społecznej, wspólnocie dóbr i likwidację rodziny. W państwie tym rygorystyczny porządek utrzymywany miał być przez teokratyczno-demokratyczną władzę, która opierałaby się na wiedzy naukowej .
Z kolei przeniesiony został do Castel Sant'Elmo, również w Neapolu, gdzie pozostał do 1608. W kolejnych więzieniach przebywał do 1626. Łącznie  w więzieniach papieskich i hiszpańskich spędził 30 lat, pisząc właśnie tam traktat „Ateizm zwyciężony” (lat. Atheismus Triumphatus) – tytuł wprowadza celowo w błąd z powodu cenzury kościelnej.
W 1616 roku napisał opublikowaną w 1622 roku pracę „Obrona Galileusza” (łac. Apologia pro Galileo), w której Campanella dokonał próby obrony wywodów astronoma.
W 1634 zbiegł do Francji, dokąd dotarła już jego sława. Był przyjęty z honorami przez kardynała Armanda Richelieu. Zmarł w Paryżu w 1639. Jego ostatnim dziełem był wiersz napisany z okazji narodzin przyszłego króla Ludwika XIV zatytułowany „Ecloga in portentosam Delphini nativitatem” .